# Nicanor González Méndez

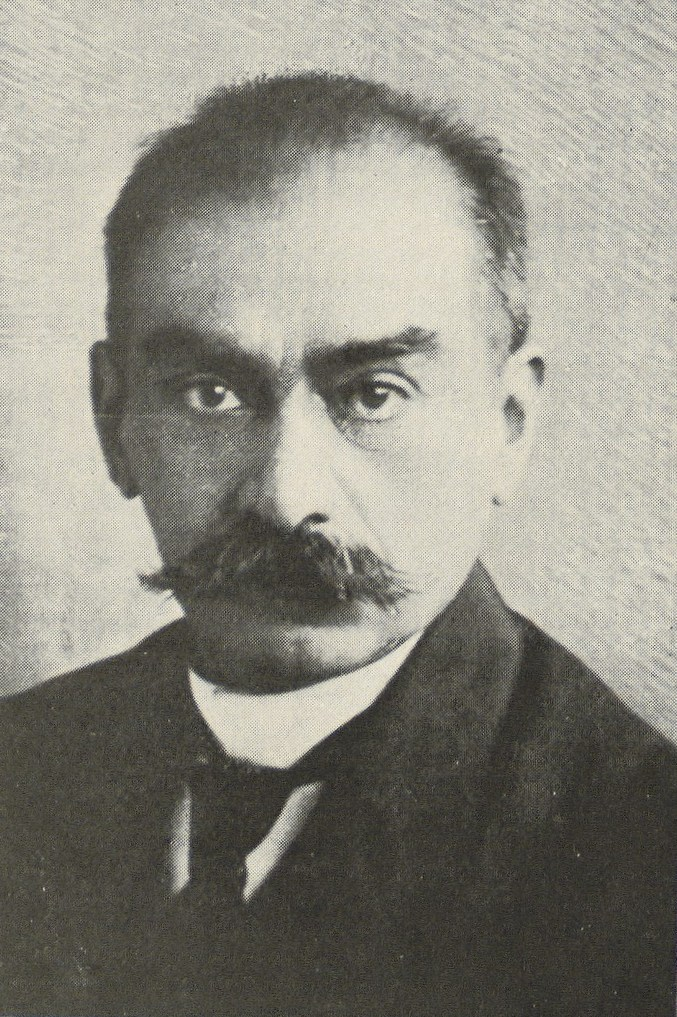
Nicanor González Méndez

Nicanor González Méndez (* 16. Mai 1864 in Talca; † 7. Juni 1934 in Santiago de Chile) war ein chilenischer Maler.
González war ab 1879 Schüler von Juan Mochi an der Escuela de Bellas Artes. Außerdem nahm er Unterricht bei Pedro Lira. Als Stipendiat der chilenischen Regierung reiste er 1888 nach Paris und studierte dort bei Fernand Cormon, Jean-Léon Gérôme und Hippolyte Taine. Er war mehr als 30 Jahre Professor für Malerei an der Escuela Nocturna de Pintura der Sociedad de Fomento Fabril. Mehrere seiner Werke befinden sich im Besitz des Museo Nacional de Bellas Artes.

## Werke
- Cabeza de Viejo
- Cabeza de Estudio
- Paisaje de Cordillera
- Misa del Huique
- Retrato de Don Arturo Edwards
- Primeros Surcos
- Desnudo
- Calle de Constitución
- Ofrenda a la Madre
- Paisaje con Sauce
- La Vendimia
- Retrato de Abdón Cifuentes
- Paisaje Chileno